# 연하남쓰
연하남쓰는 2016년에 결성된 대한민국의 남성 트로트 듀오로, 2016년 싱글 앨범 '갈치 한 마리'로 데뷔하였다.

## 활동 내역

### 방송 출연
- 2019년 KBS1 '아침마당' (총 5회 출연)
```
 1. 2019년 1월 2일: '도전! 꿈의 무대'
 2. 2019년 2월: 설날 특집
 3. 2019년 10월 2일: '보고 싶었던 얼굴들'
 4. 2019년 11월 18일: '트로트 특급 신인 대격돌'
 5. 2019년 12월 30일: 유산슬과의 에피소드
```

- 2019년 MBC '놀면 뭐하니?' (18회) - 2019년 MBC '마이 리틀 텔레비전 V2' (메리 아모르파티 특집 2부)

## 음반
- 2016년: '갈치 한 마리'

### 정규 앨범
(정규 앨범 정보가 확인되지 않음)

### 싱글
- **2016년: 《고민있어요》**
```
 - 트랙:
   1. 고민있어요
   2. 고민있어요 (Instrumental)
```

- **2016년: 《산소같은여자》**
```
 - 트랙:
   1. 산소같은여자
   2. 산소같은여자 (Instrumental)
```

- **2016년: 《매운여자》**
```
 - 트랙:
   1. 매운여자
   2. 매운여자 (Instrumental)
```

- **2016년: 《미우나 고우나》**
```
 - 트랙:
   1. 미우나 고우나
   2. 미우나 고우나 (Instrumental)
```

- **2016년: 《무허가사랑》**
```
 - 트랙:
   1. 무허가사랑
   2. 무허가사랑 (Instrumental)
```

- **2016년: 《상냥한 여자》**
```
 - 트랙:
   1. 상냥한 여자
   2. 상냥한 여자 (Instrumental)
```

- **2016년: 《갈치한마리》**
```
 - 트랙:
   1. 갈치한마리
   2. 갈치한마리 (Instrumental)
```

- **2020년: 《간장게장 (Ballad Ver.)》**
```
 - 트랙:
   1. 간장게장 (Ballad Ver.)
```

- **2020년: 《매운탕 (EDM Ver.)》**
```
 - 트랙:
   1. 매운탕 (EDM Ver.)
```

- **2020년: 《둘째누나》**
```
 - 트랙:
   1. 둘째누나
```